# Ctenochira edolensis
Ctenochira edolensis là một loài tò vò trong họ Ichneumonidae.